# Víctor Laplace

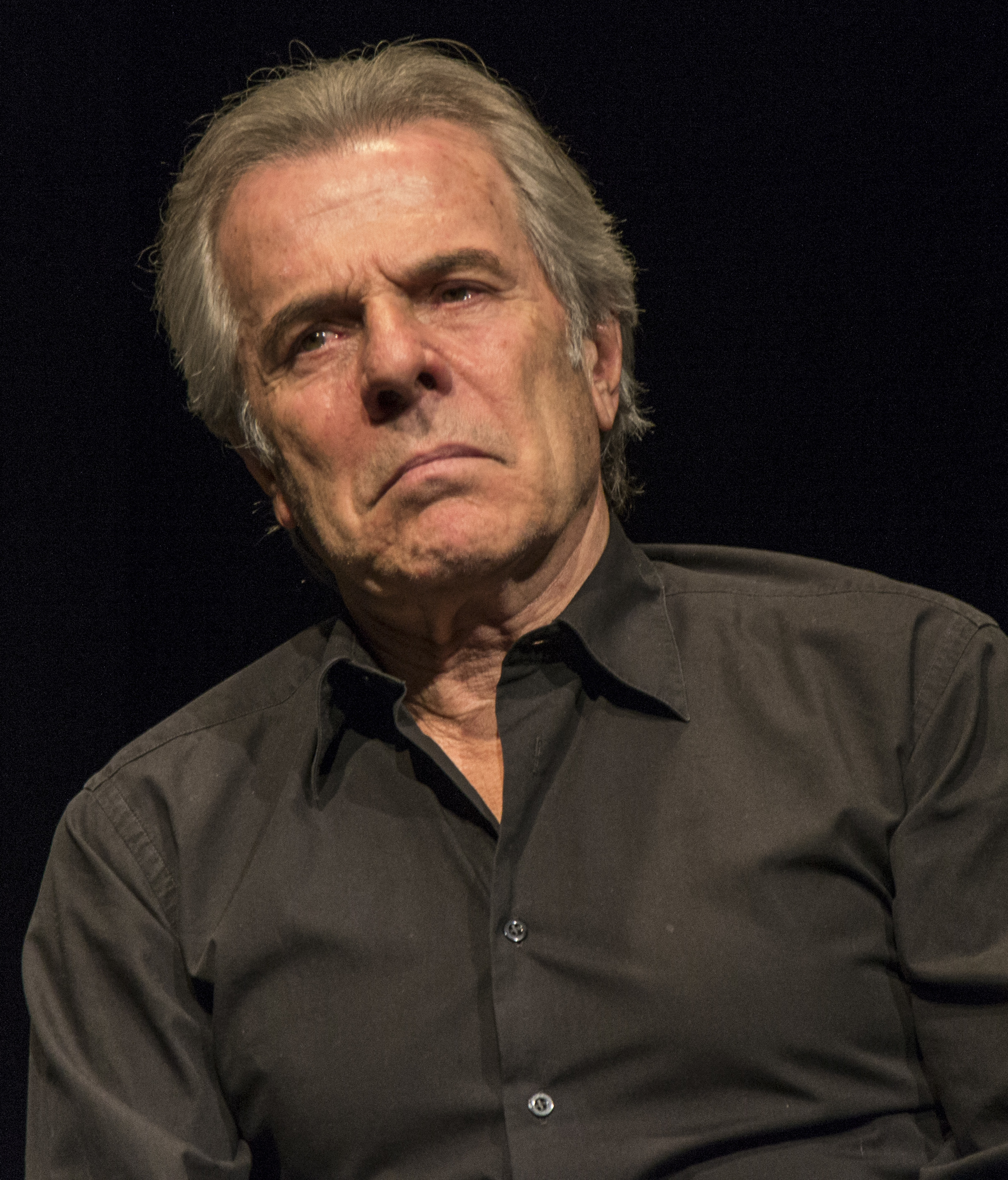
Víctor Laplace

Víctor Laplace (geboren am 30. Mai 1943 in Tandil, Argentinien) ist ein argentinischer Schauspieler.

## Leben
Sein Vater war Uhrmacher, seine Mutter Hausfrau. Er hat eine Schwester. Im Alter von neun Jahren wurde er von Priestern seiner Schule misshandelt. Im Alter von 14 Jahren arbeitete er in einer Metallfabrik. Mit 18 Jahren reiste er zum ersten Mal nach Buenos Aires. 1971 lernte er Renata Schussheim kennen. Aus der Beziehung stammt sein einziger Sohn, Damián. Später verlobte er sich in Nélida Lobato. Mit ihr ging er ins Exil, nachdem sie von der antikommunistischen Triple A verbannt wurden.

## Filmografie
- 1971: Pájaro loco
- 1972: Disputas en la cama
- 1973: Vení conmigo
- 1973: The Bad Life
- 1975: Diary of a Pig War
- 1975: Die jüdischen Gauchos
- 1975: Im Schatten vieler Jahre
- 1983: Se acabó el curro
- 1983: Espérame mucho
- 1983: Schmutziger Kleinkrieg
- 1984: Gracias por el fuego
- 1985: Adiós, Roberto
- 1985 Flores robadas en los jardines de Quilmes
- 1985: Die Saat der Erinnerung
- 1985: Sin querer, queriendo
- 1985: El caso Matías
- 1986: Gefährliche Grenze
- 1986: Te amo
- 1986: Los amores de Laurita
- 1986: Chechechela, una chica de barrio
- 1986: Armer Schmetterling
- 1987: Los dueños del silencio
- 1987: Debajo del mundo
- 1987: Chorros
- 1988: Extrañas salvajes
- 1988: Briefe aus dem Park
- 1988: Mamá querida
- 1989: I Never Been in Vienna
- 1990: Flop
- 1993: El camino de los sueños
- 1994: Coexistence
- 1996: Lola Mora
- 1996: Historias de amor, de locura y de muerte
- 1996: Eva Perón: The True Story
- 1998: Secretos compartidos
- 1997: Mob Cops
- 1998: Fegefeuer der Leidenschaft
- 1999: Pozo de zorro
- 2000: Cerca De La Frontera
- 2001: Un Amor en Moisés Ville
- 2001: El Amor y el Espanto
- 2012: Iron Gate The Exile Of Peron
- 2019: El plan divino
- Angelelli: la Palabra Viva